# Grantia socialis
Grantia socialis är en svampdjursart som beskrevs av Borojevic 1967. Grantia socialis ingår i släktet Grantia och familjen Grantiidae.
Artens utbredningsområde är havet kring Nya Kaledonien. Inga underarter finns listade i Catalogue of Life.